# Ignacio González (esgrimidor)
Ignacio González es un deportista cubano que compitió en esgrima, especialista en la modalidad de florete. Ganó tres medallas en el Campeonato Mundial de Esgrima entre los años 1983 y 1997.

## Palmarés internacional
| Campeonato Mundial | Campeonato Mundial          | Campeonato Mundial | Campeonato Mundial  |
| Año                | Lugar                       | Medalla            | Prueba              |
| ------------------ | --------------------------- | ------------------ | ------------------- |
| 1983               | Viena (Austria)             | Medalla de bronce  | Florete por equipos |
| 1995               | La Haya (Países Bajos)      | Medalla de oro     | Florete por equipos |
| 1997               | Ciudad del Cabo (Sudáfrica) | Medalla de plata   | Florete por equipos |